# Volme Galerie
Die Volme Galerie ist eine Einkaufspassage in der Innenstadt der westfälischen Großstadt Hagen. Sie wurde 2003 in der Fußgängerzone zwischen Friedrich-Ebert-Platz, Badstraße, Holzmüllerstraße und Rathausstraße anstelle der Bürgerhalle aus den 1960er Jahren, weiterer Anbauten des Rathauses und der alten Maschinenbauschule unter Einbindung des Horten-Gebäudes errichtet. Zur Volme Galerie gehört auch das Stadtfenster, ein benachbarter Solitär.

## Beschreibung
Der Komplex besteht aus einer glasüberdachten Passage auf zwei Ebenen, die vom Friedrich-Ebert-Platz ins Blockinnere führt. Am Ende dieser Passage befindet sich eine Rotunde, von der im Erdgeschoss ein weiterer Gang hin zum Nebeneingang an der Badstraße führt und im Obergeschoss der Zugang zum Parkhaus abgeht. Im vorderen Bereich des Obergeschosses befindet sich ein Foodcourt mit mehreren gastronomischen Betrieben. Ankermieter der Galerie sind SiNN, H&M, Netto und die Stadt Hagen. Weitere relevante Mieter sind das BVB Outlet, Café & Bar Celona, L’Osteria, Rieker, Basic-Fit und mister*lady.
In direkter Nachbarschaft der Volme Galerie befinden sich weitere Einkaufszentren und ähnliche Anlagen. Die 2014 eröffnete Rathaus-Galerie Hagen liegt gegenüber der Volme Galerie an der Rathausstraße und hat ihren Haupteingang wie die Volme Galerie am Friedrich-Ebert-Platz, das 2006 eröffnete Sparkassenkarree liegt gegenüber an der Badstraße und an der Elberfelder Straße soll ein ehemaliges Kaufhaus in eine Markthalle umgewandelt werden. Kritisiert wird im Rahmen dieser Menge an Verkaufsflächen oft, dass die Volme Galerie eine hohe Leerstandsquote von zuletzt etwa 25 % (flächenbezogen) hat.
Das neue Rathaus der Stadt Hagen wurde zusammen mit der Volme Galerie errichtet und ist baulich nicht getrennt, verfügt aber über eigene Zugänge und ist größtenteils von der Galerie getrennt. Teilweise befinden sich aber auch Räumlichkeiten der Volme Galerie in den städtischen Gebäuden. Unter anderem sind hier der Ratskeller im historischen Rathaus sowie Lagerräume im Verwaltungshochhaus zu nennen.

## Geschichte
2014–2016 wurde die Volme Galerie umgebaut, wobei das zu diesem Zeitpunkt aufgrund des Umzugs der Saturn-Filiale in die Rathaus-Galerie Hagen und der Zusammenfassung der Hagener Kaufhof-Standorte leerstehende Horten-Gebäude sowohl eine neue, dem Stil der Galerie besser angepasste Fassade erhielt, als auch stärker in die Galerie eingebunden wurde. Heute befinden sich auf dieser Fläche unter anderem SiNN und Basic-Fit. Zudem wurde der Eingang an der Badstraße durch ein neues Eingangsgebäude und die gesamte Ladenstraße neu gestaltet.
Der vorher SparkassenKarree/Stadtmitte genannte ZOB heißt seit einiger Zeit durch Sponsoring Stadtmitte/Volme Galerie.
Zwischen dem 14. Juli 2021 und dem 24. März 2022 war die Galerie aufgrund von Flutschäden bis auf außenliegende Geschäfte geschlossen.